# Enizemum flavimarginatum
Enizemum flavimarginatum är en stekelart som beskrevs av Ma, Wang och Wang 1992. Enizemum flavimarginatum ingår i släktet Enizemum och familjen brokparasitsteklar. Inga underarter finns listade i Catalogue of Life.